# تازه‌آباد صوفی بله
تازه‌آباد صوفی بله، روستایی از توابع بخش سرشیو شهرستان مریوان در استان کردستان ایران است.

## جمعیت
این روستا در دهستان گلچیدر قرار دارد و براساس سرشماری مرکز آمار ایران در سال ۱۳۸۵، جمعیت آن ۱۳۴ نفر (۳۰خانوار) بوده‌است.